# Zürichberg
 (novembre 2015).
Le Zürichberg (littéralement en allemand : montagne Zurich) est un sommet de faible altitude (675 m) se trouvant principalement sur le territoire de la ville de Zurich, formant sa limite est. Compris entre les rivières Limmat et Glatt, son plus haut point ne s'élève que de 270 mètres au-dessus du cours de la Limmat. Situé au sein de l'agglomération zurichoise, il abrite une forêt ainsi que le siège social de la FIFA.

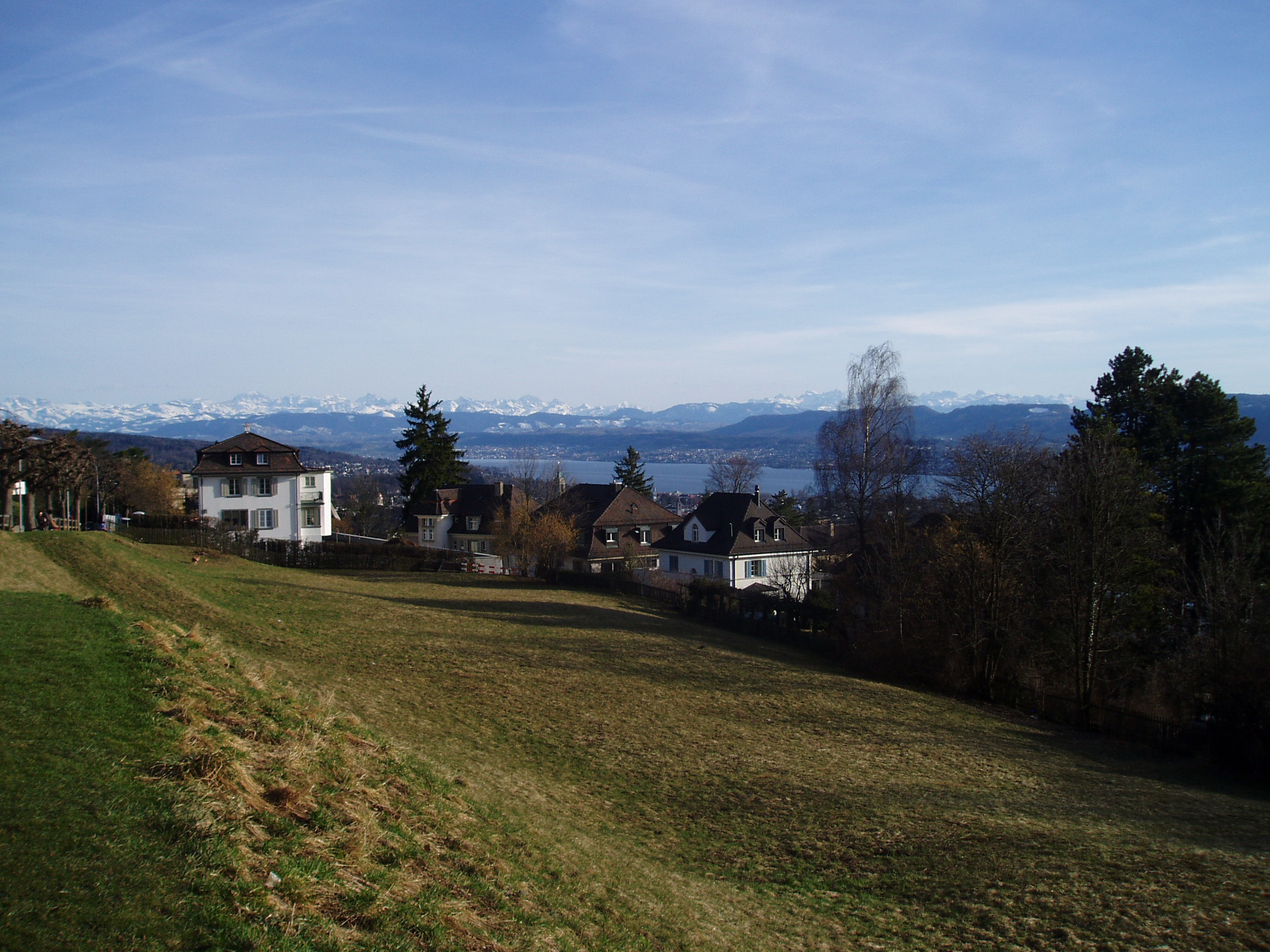
Vue du Lac de Zurich et des Alpes depuis le versant sud.

## Géographie

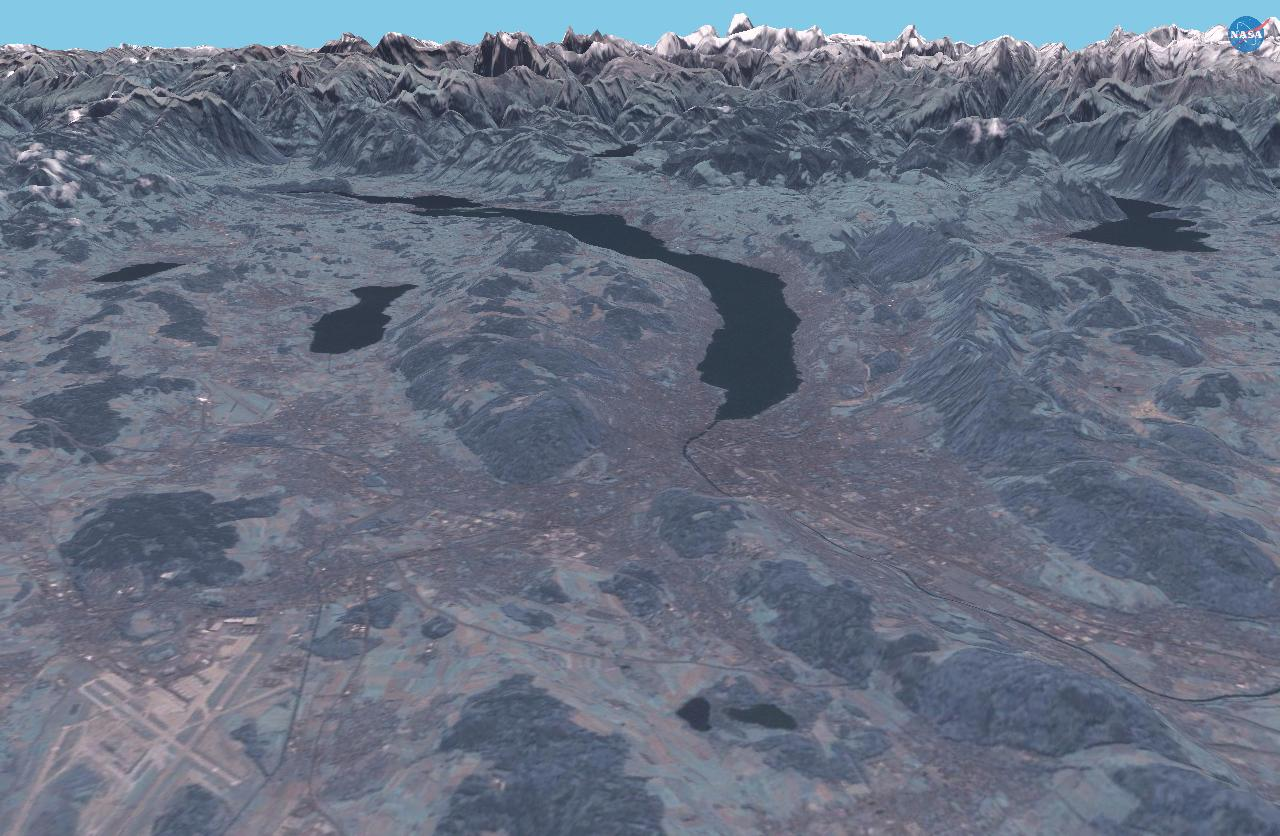
Image numérique de la région de Zurich vue depuis le nord, le Zürichberg se trouve au centre de l'image, sur l'avant-gauche du lac de Zurich.

Le Zürichberg n'est en fait qu'une partie d'une longue colline comprise entre le Lac de Greifen/Vallée du Glatt et le lac de Zurich/Vallée de la Limmat (voir carte topographique à droite). Cette colline s'étend en diagonale sur une vingtaine de kilomètres, le Zürichberg (675 m) constituant son extrémité nord-ouest, suivi de l'Adlisberg (701 m), le Pfannenstiel (853 m) à son extrémité sud-est étant son plus haut sommet.
Juste en face du Zurichberg, dans la direction nord-ouest, se trouve le Käferberg (571 m) sur une autre colline plus petite. Tout autour de ces deux collines se développe l'agglomération zurichoise de plus d'un million d'habitants.

## Urbanisation

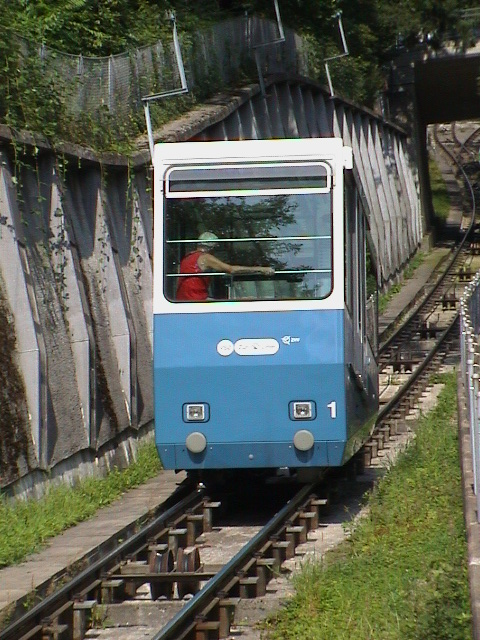
Le "Seilbahn Rigiblick" : funiculaire permettant d'accéder depuis la ville à la forêt du Züriberg.

La zone est assez urbanisée sur son flanc gauche (côté Zurich), mais de manière plus espacée qu'au centre de la ville de Zurich, et une petite forêt se dresse à son sommet. Le bois est l'un des lieux courus des sportifs et promeneurs zurichois du dimanche, un funiculaire permettant d'accéder près de son sommet.
La proximité de la ville, la vue sur le lac et les Alpes, l'espace et le peu de terrains constructibles fait que la zone est peuplée de riches particuliers ou institutions. S'y trouvent notamment les sièges de la Fédération internationale de football association (FIFA) et de la Fédération internationale de hockey sur glace, le zoo de Zurich au sud-est, la faculté Irchel de l'Université de Zurich côté ouest au lieu-dit Milchbuck.